# Квітка шибениці
Квітка шибениці (норв. Galgdockan) — 16-а книга з серії «Сага про людей льоду» норвезької письменниці Маргіт Сандему. Серія була опублікована в період з 1982 по 1989 рік. Ця серія — сімейна сага, яка прослідковує за родом «людей льоду» протягом століть.

## Сюжет
Інгрід — дочка Альва Лінда та Беріта, до того ж вона є однією з «тих, хто постраждав». Інгрід дуже розумна й трохи дика за своєю природою, вона трохи схожа на свою померлу родичку, волелюбну Соль. Коли молодий Ден Лінд відвідує Гратсенсгольма, він каже йому, що планує відвідати приховану долину Льодовика, щоб знайти могилу Тенгеля. Відразу двоє «постраждалих» родичів, Ульведін та Інгрід виказують бажання приєднаися до Дена Лінда, оскільки вони дуже зацікавлені в тому, щоб знайти Алрунен, магічний корінь прихованих сил, який був загублений, коли Колгрім був похований у долині. Інгрид та Ульвгедін разом сім'єю, тим не менше, перуть з собою Дана в мандрівку. Інгрід, однак, ігнорує заборону й бере з нею таємний скарб, який вона знайшла за допомогою свого надприродного контакту та який належить Солі. Ульвгедін берез з собою Інгрид й утрьох вони вирушають на Північ. Після цього у них виникли проблеми зі спостереженням за двома «постраждалими», обоэ гинуть після експериментів з родовим таємним скарбом, а привабливу Алуру полонять «люди льоду».

## Головні герої
- Інгрід з «людей льоду»
- Ульвгедін з «людей льоду»
- Дан Лінд з «людей льоду»

## Народилися/померли
- Народилися: Даніель Інгридссон Лінд з «людей льоду»

## Mp3-книги
- Люди льоду 16 - Квітка шибениці
- Опублікувала: Анне Лінггард
- ISBN:  9788776772680

## CD-книги
- Люди льоду 16 - Квітка шибениці
- Опублікувала: Анне Лінггард
- ISBN: 9788776772673